# Clarkson, Nebraska
Clarkson är en ort (village) i Colfax County i Nebraska. Orten har fått namn efter postmästaren T.S. Clarkson. Vid 2020 års folkräkning hade Clarkson 641 invånare.